# Escuela virtual

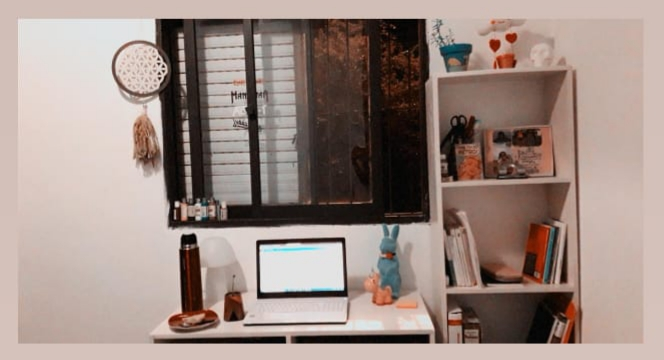
Cuando es menester la educación virtual.

Una escuela virtual, referida también como escuela en línea o ciberescuela, se refiere a la enseñanza que se imparte a los estudiantes total o principalmente a través de Internet. Una escuela en línea puede simular muchas de las ventajas proporcionadas por una escuela física (materiales de aprendizaje, ejercicios en línea, cursos de ritmo propio, clases en línea en directo, exámenes, foros de web, etc.), pero estos se entregan todos ellos a través de Internet. La interacción física entre estudiantes y profesores, en este caso es innecesaria, o en todo caso extraordinaria. 
La educación en línea existe en todo el mundo y se utiliza para todos los niveles educativos (desde preescolar hasta secundaria, pasando por la universidad y los estudios de posgrado). Este tipo de escuelas en línea permite a las personas obtener créditos transferibles, realizar exámenes estandarizados y avanzar al siguiente nivel educativo a través de Internet.

## Modelos de enseñanza
Los modelos de enseñanza varían, desde tipos de aprendizaje a distancia que proporcionan materiales de trabajo para los estudios de ritmo autónomo (asíncrono), hasta clases interactivas en directo en las que los estudiantes o alumnos trabajan con un profesor en una clase grupal (síncrono). El tamaño de las clases puede variar ampliamente, desde un grupo pequeño de 6 alumnos, hasta cientos de ellos. Las clases en directo con interacción personal (aprendizaje síncrono) se efectúan generalmente en grupos pequeños de 6 - 30, mientras que aprendizaje a distancia (aprendizaje asíncrono) puede ser de cualquier número.
A menudo, puede asumirse que existe una falta de comunicación social en una escuela en línea, y por tanto para el alumnado más joven es una preocupación por la falta en las habilidades sociales.[cita requerida]
El modelo de aprendizaje a distancia en el que se envía los materiales de estudio están enviados fuera, se ajusta a esta visión, ya que la única interacción entre las personas es el trabajo marcado por el profesor, e incluso esto no llega a ser parte del ejercicio. Pero en la escuela interactiva en directo, en línea (aprendizaje síncrono), las lecciones se construyen socialmente. Los alumnos están en contacto entre ellos y con los profesores a través del software proporcionado por la escuela en línea, y por correo electrónico, tanto en las clases como fuera de ellas. Los estudiantes también pueden comunicarse por teléfono, cuando se permita. A través de los diferentes tipos de contacto social, se desarrollan relaciones personales. Algunas escuelas en línea abordan específicamente el apoyo personal y asistencial, especialmente en el caso del alumnado más joven (escolares) para la capacitación de las habilidades sociales, tanto por derecho propio como para conseguir un estudio eficaz y moderno.
Las brechas digitales con los avances tecnológicos cada vez van disminuyendo, el inmenso despliegue que ha ocasionado el internet ha popularizado plataformas de aprendizaje de forma virtual y a distancia, lo que ha contribuido a que las redes sociales también formen parte en procesos de educación mediante el uso de dispositivos que se conecten a la web. Las herramientas de los nuevos entornos tecnológicos han dado lugar a experiencias educativas con alto contenido colaborativo y por ende fomentan un entorno social de participación entre la comunidad educativa.

## Historia
A mediados de la década de los 90, surgieron las escuelas virtuales. Muchas de las escuelas virtuales actuales son descendientes de las escuelas por correspondencia. Las primeras escuelas en línea comenzaron en Australia, Nueva Zelanda, América del Norte y el Reino Unido, generalmente en áreas donde la densidad de población hacía que la escolarización por medios convencionales fuera difícil y costosa de proporcionar. En 2008 un estudio encontró altos índices de deserción. Al igual que ocurre en otros entornos digitales, una vez aparece nuevos métodos más atractivos, éstos desaparecieron, haciéndose evidente que las habilidades humanas eran primordiales para conseguir el éxito, en este caso la enseñanza y la experiencia en el bienestar. Donde se reconoce esto, la se conserva bien, es decir, en los modelos síncronos y socialmente estructurados; en los cursos MOOC se encuentran los mismos problemas de aislamiento que el aprendizaje por correspondencia.
Con esta educación a distancia, las escuelas por correspondencia ofrecen a los estudiantes una alternativa a las reuniones tradicionales de ladrillo y mortero dentro de una escuela. Estas escuelas utilizaron el servicio postal para la interacción alumno-maestro, o usaron transmisiones de radio bidireccionales, a veces con transmisiones de televisión pregrabadas. Se espera que los estudiantes estudien su material de aprendizaje de forma independiente y, en algunos casos, se reúnan con un revisor para que hagan la prueba.
Actualmente, las escuelas virtuales existen en todo el mundo. Durante la última década, la instrucción en línea K-12 ha aumentado dramáticamente tanto en Canadá como en los Estados Unidos. Algunas de estas escuelas virtuales han sido integradas  como escuelas públicas (particularmente en los Estados Unidos), donde los estudiantes se sientan en laboratorios de computación y hacen su trabajo en línea. Los estudiantes también pueden ser completamente educados en el hogar, o pueden tomar cualquier combinación de clases públicas / privadas / en casa y en línea.
En el Perú, en el año 2008, se creó la primera red de colegios virtuales "Aprende Virtual". Un proyecto que congregó a 10 instituciones educativas con la finalidad de demostrar los beneficios que trae la incorporación de las tecnologías en la educación   indistintamente de las modalidad en la que se imparten las clases, ya sea presencial, mixta o totalmente en línea. Los resultados demostraron el potencial de estas y como accediendo al recurso, las escuelas podían beneficiarse. EL proyecto fue liderado por el Centro de Innovación Educativa de la Universidad Católica Sedes Sapientiae, UCSS Virtual bajo la dirección de Giovanna Carbajal Morris, una de las principales promotoras del E-learning en la región.

## Precios y ubicación
Donde los métodos en línea se integran con la provisión estatal, los costes siguen los estándares de las escuelas estatales. De lo contrario, las tarifas deben ser satisfactorias para el estudiante o los padres. Muchos distritos escolares de EE. UU. están creando sus propios servicios en línea para evitar pagar a proveedores externos. Dichos estudiantes pueden graduarse en su distrito de origen sin apenas salir de su casa. En la mayoría de estos casos, los estudiantes reciben ordenadores, libros e incluso servicio de Internet para completar los cursos desde su hogar.
Con los recursos de internet como biblioteca, y la facilidad de hacer materiales de estudio en línea, normalmente hay un requisito comparativamente pequeño para libros de texto. La mayoría de cursos proporcionarán materiales electrónicos gratis de costados, o incluidos en el coste de curso. 

## Ventajas y desventajas
Los defensores de las escuelas en línea y el aprendizaje en línea apuntan a una serie de ventajas:
- No se realizan viajes costosos y agotadores; con una mayor efectividad de las clases. El tiempo del transporte es casi irrelevante (aunque en un área sujeta a frecuentes cortes de energía se sufrirán las consiguientes interrupciones). De forma similar, los problemas de salud comunes debido a enfermedades o lesiones menores no detienen el aprendizaje, porque las demandas físicas son mucho menores.
- Muchos estudiantes y alumnos que tienen problemas personales o de salud que dificultan o imposibilitan la escuela física, pueden administrar igualmente la escuela en línea.
- El control del acoso es más fácil, ya que el acceso a un grupo se puede ajustar instantáneamente cuando se presenta un problema, por ejemplo, un acosador puede ser bloqueado, es decir, colocarlo como observador, sin capacidad para participar activamente en la clase. También se pueden cerrar al instante, en espera de una investigación. La grabación automática de todos los intercambios es una poderosa ayuda de investigación; aunque esto tiene implicaciones de privacidad, también es una garantía.
- Las personas y familias que necesitan modificaciones flexibles debido a la mudanza, encuentran las características de los uniformes escolares en línea. Sin embargo, el aprendizaje síncrono en las clases en directo impone límites debido a las zonas horarias, lo que tiende a dividir las escuelas en línea en Europa y Asia de América del Norte.
- La integración de los recursos de Internet proporciona una gran biblioteca de contenidos, y los estudiantes / alumnos se vuelven expertos rápidamente en la investigación en línea. Los estudiantes con mentalidad independiente, aquellos con habilidades y ambiciones especiales, pueden desarrollarse a su ritmo usando recursos netos.
- Las escuelas en línea pueden ser iguales, como en la edad, la apariencia y los antecedentes, que son mucho menos obvios. Los grupos se pueden ser clasificados según su habilidad personal.
- Los estudiantes y los alumnos se benefician de la exposición a otros en diferentes culturas del mundo, lo que enriquece la comprensión de la historia, la geografía, las religiones y la política, y desarrolla las habilidades sociales.
- Los estudiantes a tiempo con trabajosa tiempo parcial o compromisos familiares se benefician de la flexibilidad de los horarios en línea, aunque esto puede no siempre aplicarse al aprendizaje sincrónico, en directo o en línea.
- La escuela virtual te permite estudiar a tu ritmo, sin presiones, con calma para entender todos los conceptos a tu propio paso.
- El dinamismo de las plataformas de enseñanza digital permite renovar los contenidos y editarlos con mucha rapidez, ante cualquier cambio o innovación que surja en un sector, lo que favorece a los profesionales que tienen que estar al día de lo que pasa en su ámbito de trabajo.

Para un estudio reciente, lee el "Uso de Tecnologías en la enseñanza y el aprendizaje". En cuanto a la empleabilidad lee el U.S Artículo "Acceso de ofertas de Educación On-line y Asequibilidad".
A diferencia de los métodos tradicionales de entrega de educación, los estudiantes de las escuelas virtuales no siempre interactúan directamente con los profesores, mientras que en otras ocasiones es tan frecuente como en las escuelas tradicionales de ladrillo y mortero, y simplemente toma una forma diferente. Por lo tanto, la educación virtual es considerada por muchos como un equivalente a un programa de aprendizaje dirigido. Debido a que los estudiantes no interactúan con sus instructores o compañeros cara a cara, los detractores a menudo citan la "falta de socialización" como una desventaja del aprendizaje virtual. Algunas de las escuelas virtuales incluyen grupos de estudio en línea en los que el alumnado interaccionan con otro. Los estudiantes pueden reunirse en estos grupos usando Elluminate, Wimba u otros medios. La evidencia anecdótica reciente proporcionada por una escuela virtual de una escuela cibernética en directo indica que, aunque la socialización puede ser diferente, no necesariamente falta. También se recomienda que los estudiantes matriculados en escuelas virtuales participen en actividades sociales fuera de la escuela, al igual que los niños que se educan en el hogar. Otra desventaja percibida para el aprendizaje a distancia es el desafío adicional de mantenerse enfocado mientras se encuentra en el entorno del hogar, y muchos estudiantes informan que permanecer en la tarea es el aspecto más difícil de aprender en línea.
Muchos estudiantes se sienten atraídos por el aprendizaje en línea por múltiples razones; particularmente, por la capacidad de evitar viajar a una ubicación física, lo que puede ser imposible para algunos alumnos no tradicionales. Los críticos argumentan que para que la educación en línea se tome en serio, los programas en línea deben cumplir con los estándares educativos generalmente aceptados. Una forma en que las escuelas virtuales están demostrando su eficacia es la implementación de las mismas pruebas estandarizadas que las escuelas de ladrillo y mortero requieren de sus alumnos. Para abordar esta crítica, la Asociación Internacional de Aprendizaje en Línea K-12 (iNACOL) desarrolló un conjunto de estándares publicados en septiembre de 2007, y actualizados el 12 de octubre de 2011. Algunos creen que este es un primer paso importante en el monitoreo de programas en línea, pero mientras todos los proveedores de educación deben estar acreditados, la calidad de la acreditación varía significativamente. Por ejemplo, la AACSB, sin fines de lucro, es la agencia de acreditación más prestigiosa para escuelas de negocios y ninguna escuela virtual ha recibido la acreditación de la agencia.
Con respecto a la escuela en sí misma, también se observan las ventajas de ofrecer educación virtual. Cuando una escuela pequeña o rural no tiene el personal docente disponible o la capacidad para impartir un curso que de otro modo no podrían enseñar, la educación virtual abre esta oportunidad.
Las desventajas de la educación virtual incluyen el coste de la puesta en marcha, las diferencias en el acceso debido a la brecha digital, así como los problemas relacionados con la acreditación. No todos tienen acceso a tecnologías digitales que les permitan asistir a escuelas virtuales, aunque en algunos casos, las bibliotecas locales o los programas comunitarios pueden ofrecer acceso a ordenadores y materiales de investigación. Además, en términos de desventajas, debido al hecho de que las escuelas virtuales son todavía relativamente nuevas, rara vez hay métodos para evaluar su efectividad.